# Hideto Takahashi
Hideto Takahashi, född 17 oktober 1987 i Gunma prefektur, Japan, är en japansk fotbollsspelare som sedan 2010 spelar i FC Tokyo.